# Mitthyridium subluteum
Mitthyridium subluteum är en bladmossart som beskrevs av Nowak 1980. Mitthyridium subluteum ingår i släktet Mitthyridium och familjen Calymperaceae. Inga underarter finns listade i Catalogue of Life.